# IOS 4
iOS 4 — четвертий основний випуск мобільної операційної системи iOS, що розроблена Apple Inc., як наступник iPhone OS 3. Вона була представлена на Worldwide Developers Conference 7 червня 2010 року та випущена 21 червня 2010 року. iOS 4 — перша версія iOS, випущена в рамках ребрендингу «iOS», відкинувши концепцію Apple про іменування операційної системи «iPhone OS» попередніх версій. Її наступником стала iOS 5, яка була випущена 12 жовтня 2011 року.
У iOS 4 зʼявилися папки на головному екрані, значно збільшивши кількість програм, які можна відображати. Також була додана підтримка користувацьких шпалер, хоча обмежена новими пристроями через вимоги до продуктивності анімації. Операційна система також додала функцію багатозадачності, дозволяючи програмам інтернет-дзвінків, геопозиції і відтворення звуку функціонувати у фоновому режимі, тоді як подібна, але більш обмежена технологія «Швидке переключення додатків» дозволяла залишати будь-який додаток неактивним у фоновому режимі, поки користувачі перемикаються на інші програми. iOS 4 також додала загальносистемну функцію перевірки орфографії, на iPhone зʼявилася iBooks, було об'єднано поштову скриньку для поєднання вмісту від різних електронних пошт, а також зʼявився Game Center для соціальних ігор і FaceTime для відеодзвінків.
Оновлення iOS 4 спричинило проблеми з продуктивністю та батареєю у користувачів iPhone 3G, Apple розслідувала це питання та пообіцяла майбутні оновлення. Однак це стало предметом позову до компанії від незадоволеного клієнта. Приблизно в той же час випуск iPhone 4 і його подальші проблеми з антеною змусили Apple зосередитися на невдалих спробах виправити проблеми за допомогою оновлень програмного забезпечення.

## Програми
- iBooks
- Game Center[en]
- FaceTime

## Історія
iOS 4 була представлена на Apple Worldwide Developers Conference 7 червня 2010 року. Примітно, що це був перший випуск iOS, який отримав назву просто «iOS», замінивши шаблон назв «iPhone OS» попередніх версій.
iOS 4 була офіційно випущена 21 червня 2010 року.

### Оновлення
| Версія       | Збірка        | Дата випуску      | Примітки |
| ------------ | ------------- | ----------------- | --- |
| 4.0          | 8A293         | 21 червня 2010    | Початковий випуск; Початковий випуск для iPhone 4 GSM |
| 4.0.1        | 8A306         | 15 липня 2010     | Змінено метод обчислення сили сигналу оператора, після масових проблем із антенами, виправлено помилку облікового запису Exchange. |
| 4.0.2        | 8A400         | 11 серпня 2010    | Виправлення безпеки для експлойту, який використовує переваги вразливості формату файлу PDF. |
| 4.1          | 8B117 8B118   | 8 вересня 2010    | Початковий випуск для iPod Touch (4‑го покоління); нові можливості: - Підтримка HDR для фотографій, зроблених за допомогою iPhone 4 - Game Center; - Можливість завантажувати відео високої чіткості, зняті на iPhone 4, на YouTube і MobileMe; - Виправлено помилки та покращено продуктивність. |
| 4.2.1        | 8C148 8C148a  | 22 листопада 2010 | Початковий випуск для iPad; остання версія оновлення, що працює на iPhone 3G та iPod touch (2-го покоління) через проблеми з обладнанням та продуктивністю. |
| 4.2.5        | 8E128         | 11 січня 2011     | Початковий випуск для iPhone 4 (CDMA-модель). Ексклюзивно для цього пристрою; Підтримка точки доступу Wi-Fi |
| 4.2.6        | 8E200         | 31 січня 2011     | Виправлено помилки для точки доступу Wi-Fi |
| 4.3          | 8F190 8F191   | 4 березня 2011    | Початковий випуск для iPad 2; недоступно на iPhone 4 (CDMA); нові функції включають підтримку особистих точок доступу Wi-Fi, домашній доступ до iTunes, покращення AirPlay та інші незначні покращення                                                                                            |
| 4.3.1        | 8G4           | 25 березня 2011   | Виправлено проблеми з екраном iPod Touch; покращення стабільності для стільникового підключення на моделях iPhone |
| 4.3.2 4.2.7  | 8H7 8H8 8E303 | 14 квітня 2011    | Виправлено утримання дзвінків в FaceTime та проблеми з підключенням на моделях iPad із стільниковим зв'язком |
| 4.3.3 4.2.8  | 8J2 8E401     | 4 травня 2011     | Виправлення для служби геопозиції |
| 4.3.4 4.2.9  | 8K2 8E501     | 15 липня 2011     | Виправлення безпеки |
| 4.3.5 4.2.10 | 8L1 8E600     | 25 липня 2011     | Оновлення безпеки, виправлення перевірки сертифікату |

1. ↑  Лише для iPhone
2. ↑  Лише iPod Touch (4‑го покоління)
3. ↑  Недоступно для iPhone 3G та iPod touch (2-го покоління)
4. ↑  Немає публічного випуску iOS 4.2 через проблему, яка вплинула на роботу Wi-Fi на iPad.[6]
5. ↑  Лише iPhone 3GS
6. 1 2 3 4 5 6 7 8 9  Лише iPhone 4 (CDMA)
7. ↑  Лише iPad 2
8. ↑  Лише iPad 2 (CDMA)

## Особливості системи

### Домашній екран
iOS 4 підвищила максимальну кількість програм для домашнього екрана зі 180 до 2160 через додавання папок. Ці папки будуть автоматично називатися на основі відповідної категорії додатків у App Store. Також була додана можливість додавати власні шпалери на головний екран, хоча ця функція була помітно відсутня в iPhone 3G та iPod Touch другого покоління через погану продуктивність анімації іконок.

### Багатозадачність
У iOS 4 зʼявилася багатозадачність. Ця функція дозволяла користувачам миттєво перемикатися між додатками, двічі клацнувши кнопку «Додому». Це було реалізовано таким чином, що не викликало надмірного розрядження батареї. Багатозадачність була обмежена додатками, які стосувалися Інтернет-дзвінків, геопозиції та відтворення аудіо, в той час як подібна технологія «Швидке перемикання додатків» означала, що користувачі могли залишати програму та перейти до іншої, при цьому початкова програма залишалася працювати у фоновому режимі, поки користувач не повернеться. Ця функція була відсутня в iPhone 3G та iPod Touch другого покоління через проблеми з продуктивністю.

### Перевірка орфографії
У iOS 4 з'явилася функція перевірки орфографії, яка підкреслювала слова з помилками червоним кольором. Якщо натиснути на слово, з'явиться спливаюче вікно з рекомендованою заміною.

### Камера
Програма Камера може робити знімки з 5-кратним цифровим зумом.

## Функції програми

### iBooks
У iOS 4 зʼявилася підтримка програми iBooks на iPhone та iPod Touch, яка раніше була доступна на iPad. Хоча це не програма за замовчуванням, вона була доступна для завантаження у App Store.

### Пошта
Програма Пошта отримала уніфіковану папку «Вхідні» на iOS 4, що дозволяє користувачам бачити повідомлення з усіх їхніх облікових записів служб електронних пошт, які відображаються разом в одній папці «Вхідні». Вона також отримала підтримку псевдонімів електронної пошти MobileMe та кількох облікових записів Exchange для бізнес-користувачів.

### Game Center
У iOS 4.1 додано нову програму під назвою Game Center, соціальну мережу онлайн-ігор для кількох гравців, яка дозволяє користувачам запрошувати друзів грати в ігри та порівнювати їхні результати в таблиці лідерів. Вона не була доступна на iPhone 3G.

### FaceTime
У iOS 4 зʼявилася FaceTime, програма для відеотелефонії, який використовує камеру пристрою, щоб дозволити користувачеві здійснювати відеодзвінки з іншими користувачами FaceTime. Ця функція була відсутня в iPhone 3G, iPod Touch другого покоління, iPhone 3GS та iPod Touch третього покоління через відсутність необхідних функцій, таких як фронтальна камера.

### Safari
Мобільний веббраузер Safari в iOS 4 отримав підтримку Bing як варіант пошуковика на додаток до Google і Yahoo!.
Починаючи з iOS 4.2.1, можна шукати певні слова або фрази на сторінці.

## Проблеми

### Проблеми з продуктивністю та акумулятором
Користувачі iPhone 3G повідомили про проблеми з продуктивністю та акумулятором після оновлення до iOS 4. Apple почала розслідування цього питання в липні 2010 року. У листопаді на Apple подали в суд через ці проблеми, і незадоволений клієнт заявляв про «порушення Закону про юридичні засоби захисту прав споживачів, недобросовісну практика ведення бізнесу та неправдиву та оманливу реклама», з подальшими звинуваченнями, що Apple знала, що її програмне забезпечення спричинить проблеми на старіших моделях. Apple так і не відповіла на звинувачення, але написала у відповідь іншому незадоволеному клієнту в серпні 2010 року, що оновлення «незабаром» має виправити ці проблеми.

### Будильник
У всіх версіях iOS 4 будильник у програмі Годинника мав проблему в під час літнього часу, коли він спрацьовував на годину раніше або на годину пізніше.

### Проблеми з антеною
Після його випуску iOS 4 деякі користувачі iPhone 4 повідомили про технічні проблеми з антенами телефону. Apple намагалася вирішити проблему випуском iOS 4.0.1, але не змогла це вирішити.

## Підтримувані пристрої
iPhone першого покоління та iPod Touch першого покоління не можуть працювати на iOS 4 і новіших версіях через апаратні обмеження. Це стало першим випадком, коли Apple відмовилася від підтримки старих пристроїв.
| - iPhone 3G - iPhone 3GS - iPhone 4 | - iPod Touch (2‑го покоління) - iPod Touch (3‑го покоління) - iPod Touch (4‑го покоління) | - iPad (1‑го покоління) - iPad 2 | - Apple TV (2‑го покоління) |